# Samen op Weg-proces
Het Samen op Weg-proces is de naam van de pogingen tot nauwere samenwerking van de Nederlandse Hervormde Kerk, de Gereformeerde Kerken in Nederland en de Evangelisch-Lutherse Kerk in Nederland sinds 1961. Deze kerken werden de Samen op Weg-kerken genoemd. Per 1 mei 2004 resulteerde dit in de fusie van de kerken tot de Protestantse Kerk in Nederland.

## Geschiedenis

Ontstaan van de verschillende stromingen in Nederland

Ontstaansgeschiedenis van kerken in Nederland

### Groep van Achttien
Tijdens Pinksteren 1961 wendden achttien predikanten uit de Hervormde en Gereformeerde Kerken zich tot de leden van deze kerken met een oproep om tot eenheid te komen. De groep bestond uit negen hervormde en negen gereformeerde predikanten. Zij zouden bekend komen te staan als de Groep van Achttien. In hun oproep aan de kerken stond onder andere geschreven:
"Bewogen door de verwachting van het Rijk Gods en de opdracht der kerk in de wereld, zijn zij er gezamenlijk van overtuigd, dat naar eenwording gestreefd moet worden."

Op de publicatie reageerden enkele duizenden kerkleden met steunbetuigingen. Als groep ondernamen ‘de achttien’ diverse vervolgactiviteiten: de publicatie van drie gespreksboekjes (in 1961, 1962 en 1965), de organisatie van een landelijk congres op 26 mei 1962 in de Jaarbeurs te Utrecht met ruim vierduizend deelnemers en in 1964 de organisatie van verschillende regionale bijeenkomsten.

### Eerste officiële toenaderingspogingen
Na de eerste acties van de Groep van Achttien dreigde de beweging te stokken. Het initiatief werd echter verder opgepakt door de Hervormde Jeugdraad en de Nederlandse Gereformeerde Jeugdraad. In bijna veertig gemeenten zetten zij gespreksgroepen op. Uit de verslagen van deze groepen werd een nota samengesteld met de titel Samen op Weg. Zij wilden binnen tien jaar een kerkfusie. Op hun aandrang besloten de beide betrokken synoden in 1969 zelf de zaak van de hereniging ter hand te nemen.
De eerste gecombineerde synode van de Nederlandse Hervormde Kerk en de Gereformeerde Kerk in Nederland vond plaats in 1973. Er werd een Raad van deputaten voor Samen op Weg opgericht met werkgroepen die diverse onderdelen gingen uitwerken. Er kwam een voorlopige regeling, de zogeheten tussenorde, voor gemeenten die al gefedereerd waren. In 1976 gold dat voor ongeveer dertig lokale kerken, vooral in het zuiden van het land.
In 1983 vond de eerste gezamenlijke vergadering van een Hervormde Provinciale Kerkvergadering en een Gereformeerde Particuliere Synode plaats. Het ging hier om het district Noord-Brabant-Limburg. In 1986 verklaarden de Hervormde en Gereformeerde synoden - precies honderd jaar na de Doleantie van 1886 - dat ze 'in staat van hereniging' waren.

### Ontwikkelingen binnen verschillende deelnemende groepen

#### Nederlandse Hervormde Kerk

##### Gereformeerde Bond
De Gereformeerde Bond was aanvankelijk tegenstander van een fusie. Zij waren bang voor de vrijzinnigheid die leefde binnen de Gereformeerde Kerken in Nederland. Na de toetreding tot het proces van de Lutheranen zagen zij vrijzinnigheid ook uit die hoek komen. In 1992 spraken 1600 ambtsdragers uit Bondsgemeenten het onaanvaardbaar uit over de ontwerpkerkorde. Een jaar later stemden negentien van de 75 hervormde synodeleden tegen bij de behandeling in eerste lezing van de kerkorde; gereformeerden en lutheranen waren unaniem voor. In mei 1996 richtten vijftien hervormde predikanten het Comité tot Behoud van de Nederlandse Hervormde Kerk op. Enkele maanden later sprak de Bond uit "de strijd voor de waarheid" binnen de toekomstige kerk te willen voortzetten. Uiteindelijk zouden op het moment van de fusie in 2004 ruim vijftigduizend kerkleden zich onttrekken aan de nieuw gevormde kerk en verdergaan in de Hersteld Hervormde Kerk. Jan van der Graaf, secretaris van de Gereformeerde Bond, zette hen weg als 'infiltranten' en 'stokers'.

##### Vereniging van Vrijzinnig Hervormden
De Vereniging van Vrijzinnig Hervormden stond positief ten opzichte van een fusie. Door de toegenomen vrijzinnigheid binnen de GKN hoefden zij niet te vrezen voor hun positie. Men ging er in eerste instantie van uit dat de positie van de vrijzinnigen in de Hervormde Kerk het grote struikelblok zou zijn voor een samengaan van hervormden en gereformeerden. Dit bleek echter mee te vallen. Met Kuitert, Wiersinga en Den Heyer hadden de gereformeerden inmiddels ook hun eigen vrijzinnigheid. Ook voelden zij zich verwant aan de Evangelisch-Lutherse kerk. In het fusieproces kwamen zij vooral op voor de positie van het vrouw in het ambt, de mogelijkheid tot inzegening van twee mensen van hetzelfde geslacht en de openheid voor dialoog met andere godsdiensten.
Niet alle vrijzinnigen in de Hervormde kerk waren even blij met de toekomstige fusie. Een principieel-vrijzinnige deel met de naam Zwinglibond (naar het maandblad Zwingli, wat in 1948 werd opgericht) was tegen de fusie met de Gereformeerde Kerken in Nederland. Zij zagen liever een fusie met de Remonstrantse Broederschap en/of de Nederlandse Protestanten Bond. Na de fusie in 2004 sloten de meeste Zwinglibond-leden zich aan bij de vrijzinnige geloofsgemeenschap NPB.

##### Confessionele Vereniging
De verschillende leden van de Confessionele Vereniging (CV) waren zelf verdeeld over het Samen-Op-Weg-proces, maar over het algemene was er sprake van een positieve houding. Een voorstel van de vereniging in 1993 om naast de verenigde classes (regionale kerkvergadering) ook aparte hervormde en gereformeerde classesen te houden haalde het niet, omdat dat ten koste van de eenheid zou gaan. Ook speelde binnen de CV de discussie of de kerken zich moesten verenigen of een federatie moesten aangaan. In 2002 liet de voorzitter van de vereniging weten dat het proces wat hem betreft langzamer mocht gaan, omdat het belangrijk was onderweg in het proces geen leden te verliezen die hun twijfels hadden bij de kerkfusie. Op een SoW-synode in november 2003 kreeg de leiding van de Confessionele Vereniging het verwijt in een rapport van een visitatiecommissie dat zij geen leiding had gegeven aan haar achterban. Mede daardoor zou het fusieproces zo lang hebben geduurd. Den Breejen, voorzitter van de CV, reageerde daarop door te stellen dat leiding geven geen taak was van de CV. Het hoofdbestuur zou haar leden nooit een bepaalde kant op hebben willen "drijven".

#### Gereformeerde Kerken in Nederland
Het verzet binnen de Gereformeerde Kerken in Nederland concentreerde zich rond de zelfstandigheid van de plaatselijke gemeente. Binnen deze kerkgemeenschap waren het kerkgebouw en andere goederen formeel eigendom van de plaatselijke gemeente, en kon een gemeente met behoud van bezittingen uit de Kerk stappen. Binnen de Protestantse Kerk in Nederland is dat laatste niet mogelijk. Het Confessioneel Gereformeerd Beraad (CGB) stelde in 2003 de gereformeerde synode voor tegen het fusiebesluit te stemmen. De synode kwam het CGB enigszins tegemoet door gereformeerde kerken nog tien jaar na de fusie toestemming te geven om zonder verlies van goederen het kerkverband te verlaten. Zeven gemeenten, met daarin ongeveer drieduizend kerkleden, scheidde zich uiteindelijk af en gingen verder als de Voortgezette Gereformeerde Kerken in Nederland. Eén gemeente voegde zich bij de Nederlands Gereformeerde Kerken. Op Urk stapten 1300 leden over naar de Christelijk Gereformeerde Kerken.

#### De Evangelische-Lutherse kerk
De Evangelisch-Lutherse Kerk, sinds 1986 waarnemer in het proces, ging vanaf 1990 volop meedoen. De combi-synode werd vanaf toen een triosynode. Haar besluiten moeten altijd door de afzonderlijke synoden worden goedgekeurd. Binnen de Evangelisch-Lutherse Kerk bood vooral De Vereniging tot instandhouding van de Evangelisch-Lutherse Kerk verzet tegen de fusie. Dit initiatief bloedde rond 2001 dood, omdat er te weinig mensen betrokken waren bij de vereniging. De lutheranen hadden vooral moeite met de - in hun ogen - traagheid van het fusieproces, en dreigden daarom zelfs uit het proces te stappen. Ook was men binnen de kerk bang dat zij op een gegeven te weinig menskracht zou hebben op een actieve bijdrage te blijven leveren aan het fusieproces. Uiteindelijk stemde driekwart van de leden van de Lutherse synode voor de fusie.
Veel kerkleden van orthodoxe signatuur van de andere twee fusiepartners hadden moeite met de toetreding van de Evangelisch-Lutherse Kerk tot het fusieproces. Zij hadden onder andere moeite met de inzegening in veel lokale gemeenten van relaties van mensen van hetzelfde geslacht. De synode van de Evangelisch-Lutherse Kerk zag in 1995 in eerste instantie af van de officiële goedkeuring daarvan, om de andere twee fusiepartners niet tegen de borst te stuiten. Na protesten van vooral de Lutherse gemeente in Amsterdam stemde de synode alsnog in.

#### Remonstrants Broederschap
Van 1988 tot 1993 was het Remonstrants Broederschap betrokken als waarnemer bij het fusieproces. In 1993 besloot zij dit waarnemerschap op te zeggen. De reden hiervoor was de inhoud van de ontwerpkerkorde. Zij beschouwden het ontwerp als te traditioneel, met te veel nadruk op de betekenis van klassieke belijdenisgeschriften. Ook was er geen mogelijkheid om homorelaties in te zegenen en was de houding tegenover Israël te exclusief christelijk. Veel van deze punten, zoals een kerkelijk homohuwelijk, werden uiteindelijk wel, vooral door toedoen van de Lutheranen, gerealiseerd.

### Molukse Evangelische Kerk
De Molukse Evangelische Kerk was ook gastlid van de Raad van Deputaten. Zij wilden niet meegaan in het Samen-op-Weg-proces, maar wel lering trekken uit het proces voor de Molukse kerken onderling. Zij waren vanaf 1995 tot de opheffing van de Raad van Deputaten in 2001 lid.

## Naamgeving
Ook rondom de naamgeving waren problemen. In oktober 1993 werd in eerste instantie gekozen voor Verenigde Protestantse Kerk. Andere suggesties die het niet haalden waren Evangelische Kerk in Nederland, Verenigde Hervormde Kerk in Nederland en Verenigde Reformatorische Kerk. De triosynode stelde deze naam vast, met 123 stemmen voor en 41 tegen. Vijf jaar later, bij de ratificatie van het besluit over de kerkorde, wees de hervormde synode die naam af, omdat het woord hervormd er niet in voorkwam. Zij koos voor de naam Verenigde Kerk der Hervorming in Nederland. De triosynode ging daarmee niet akkoord. Anderen suggereerden om de naam Samen op Weg aan te houden. Pas in 2002 werd de naam van de nieuwe kerk bekend: de Protestantse Kerk in Nederland. Deze naam was voor de eerste keer al in 1968 voorgesteld.

## Samenvoeging op landelijk niveau

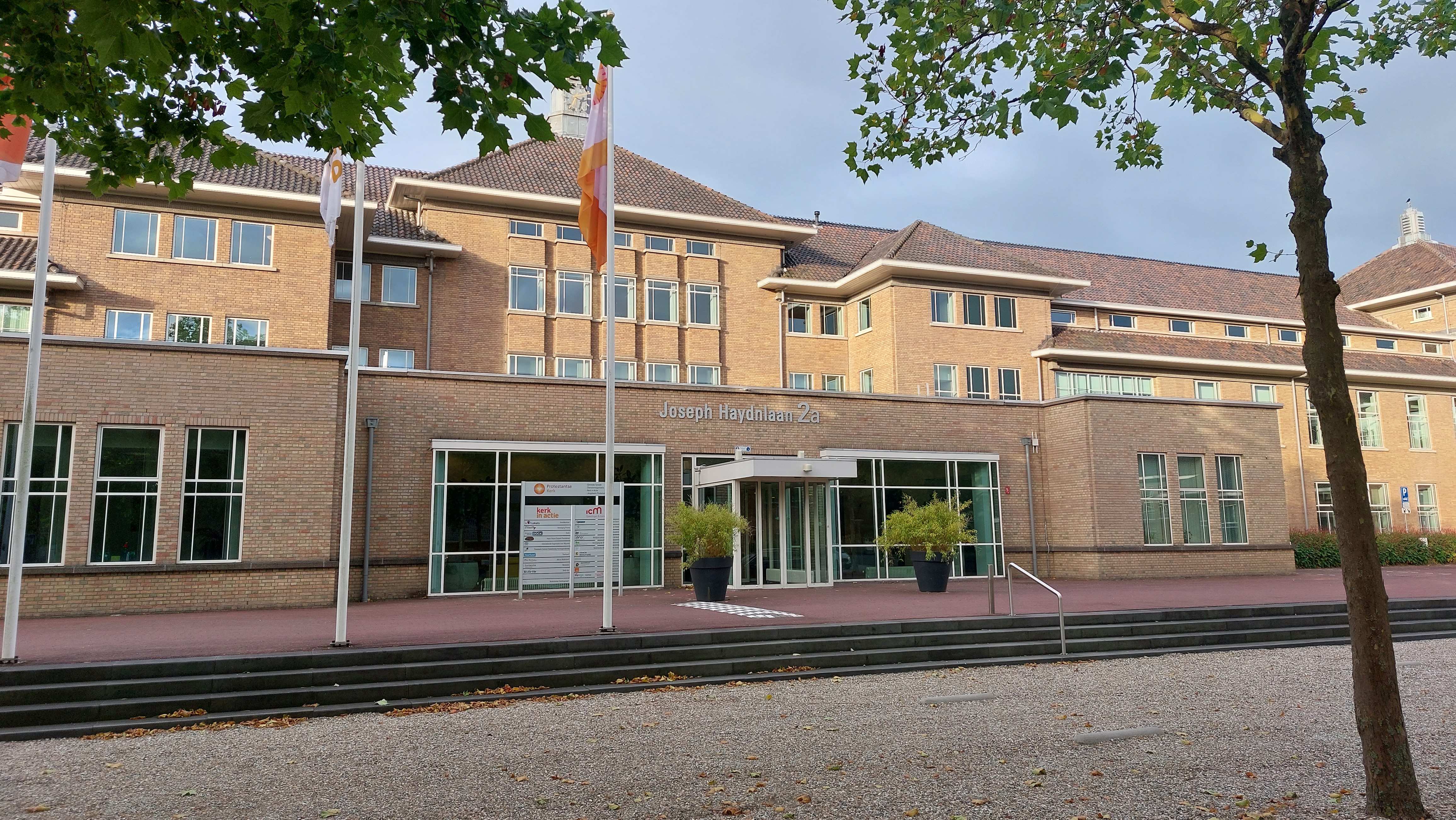
Dienstencentrum SOW-kerken

### Landelijk Dienstencentrum
In 1996 werd besloten tot de oprichting van een Landelijk Dienstencentrum (LDC) in Utrecht. De kerkbureaus van de drie fusiekerken waren gehuisvest in Woerden, Leusden, Driebergen, Oegstgeest en Leidschendam. Diverse locaties werden bekeken. Uiteindelijk werd besloten het centrum te vestigen in de gebouwen van het vroegere Militair Hospitaal in de wijk Oog in Al. In december 1999 opende koningin Beatrix het kantoor. De verhuizing naar het nieuwe pand pakte duurder uit dan verwacht. De verbouwingskosten lagen op 16 miljoen euro. Ook de besparingen die verwacht werden uit het schrappen van dubbelfuncties vielen tegen. In 2001 werd bekend dat de kerk een tekort had op de begroting van 3 miljoen euro. Daarom moesten 150 arbeidsplaatsen worden geschrapt, voor het grootste deel op het LDC. Na de kredietcrisis van 2008-2010 kon de leegstand van het pand worden opgevuld met aan de organisatie gelieerdere organisaties en externe bedrijven, waarmee verdere exploitatietekorten werden voorkomen. Het pand is inmiddels omgedoopt tot bedrijfsverzamelpand, maar nog steeds in handen van de organisatie, die inmiddels gefuseerd was tot de Protestantse Kerk in Nederland.

### Regionale Dienstencentra
Tijdens de fusie werd gestart met de vorming van negen Regionale Dienstencentra (RDC's). De Provinciale Kerkelijke Bureaus van de Nederlandse Hervormde Kerk en de Particuliere Synoden van de Gereformeerde Kerken werden daarvoor samen gevoegd. Bij het vaststellen van het aantal regiokantoren was een belangrijk criterium dat de dienstencentra zo dicht mogelijk bij de plaatselijke gemeenten moesten staan. Daarom werd besloten tot de instelling van negen Regionale Dienstencentra. In september 1999 opende het eerste regiokantoor in Heino. Later volgden Arnhem, Bunnik, Capelle aan den IJssel, Eindhoven, Goes, Haren, Leeuwarden en Zaandam. Bij een Regionaal Dienstencentra werkten gemiddeld 15 mensen, voor een groot deel gemeenteadviseurs.
Het opzetten van de centra en inrichting daarvan ging gepaard met hoge (structurele) kosten. Al in 2001 vond op advies van de Commissie-Van Dijk een eerste bezuinigingsronde plaats. Daarbij werd de regionale centra grotendeels nog ontzien. In 2005 werd besloten het hele stelsel van regionale kantoren op te heffen.

### Jeugdwerk
Vier jongerenorganisaties van de fusiekerken fuseerden in 1997 met elkaar. Het ging om het gereformeerde Centrum voor Gemeenteopbouw/jeugd en jongeren, het Landelijk Centrum voor Gereformeerd Jeugdwerk (41.400 leden), de Landelijke Hervormde Jeugdraad (34.400 leden) en de Lutherse Jeugdraad (500 jongeren). De nieuwe organisatie kreeg de naam Jeugdwerk van de Protestantse Kerk. Later kwam daar de organisatie JOP uit voort. De Hervormd Gereformeerde Jeugdbond (HGJB) met 28.000 leden besloot niet mee te gaan in de fusie omdat zij bang was haar eigen "identiteit" te verliezen en de zeggenschap over het eigen beleid en personeel.

### Onderwijs
De SoW-kerken besloten de theologische faculteiten in Utrecht, Leiden en Kampen aan te blijven houden als predikantsopleidingen. Daarmee werd de band tussen de Vrije Universiteit en de Gereformeerde Kerken in Nederland doorsneden. Ook de Rijksuniversiteit Groningen kwam te vervallen als ambtsopleiding. Het opleidingsinstituut van de Evangelisch-Lutherse kerk verhuisde ook van Amsterdam naar Utrecht.

## Samenvoeging op plaatselijk niveau
Plaatselijk lag de samenwerking soms gecompliceerder. De samenwerking ontstond aanvankelijk vooral in gebieden waar de Protestantse Kerken in een sterke minderheidspositie verkeren, zoals in Zuid-Nederland en in nieuwbouwwijken bij grotere steden. Economische motieven lagen vaak ten grondslag aan of speelden mee bij de totstandkoming van de oecumene. Daar waar kerken in een sterke positie zaten, werd deze behoefte veel minder gevoeld en bleef de samenwerking beperkt.